# 保加尔人

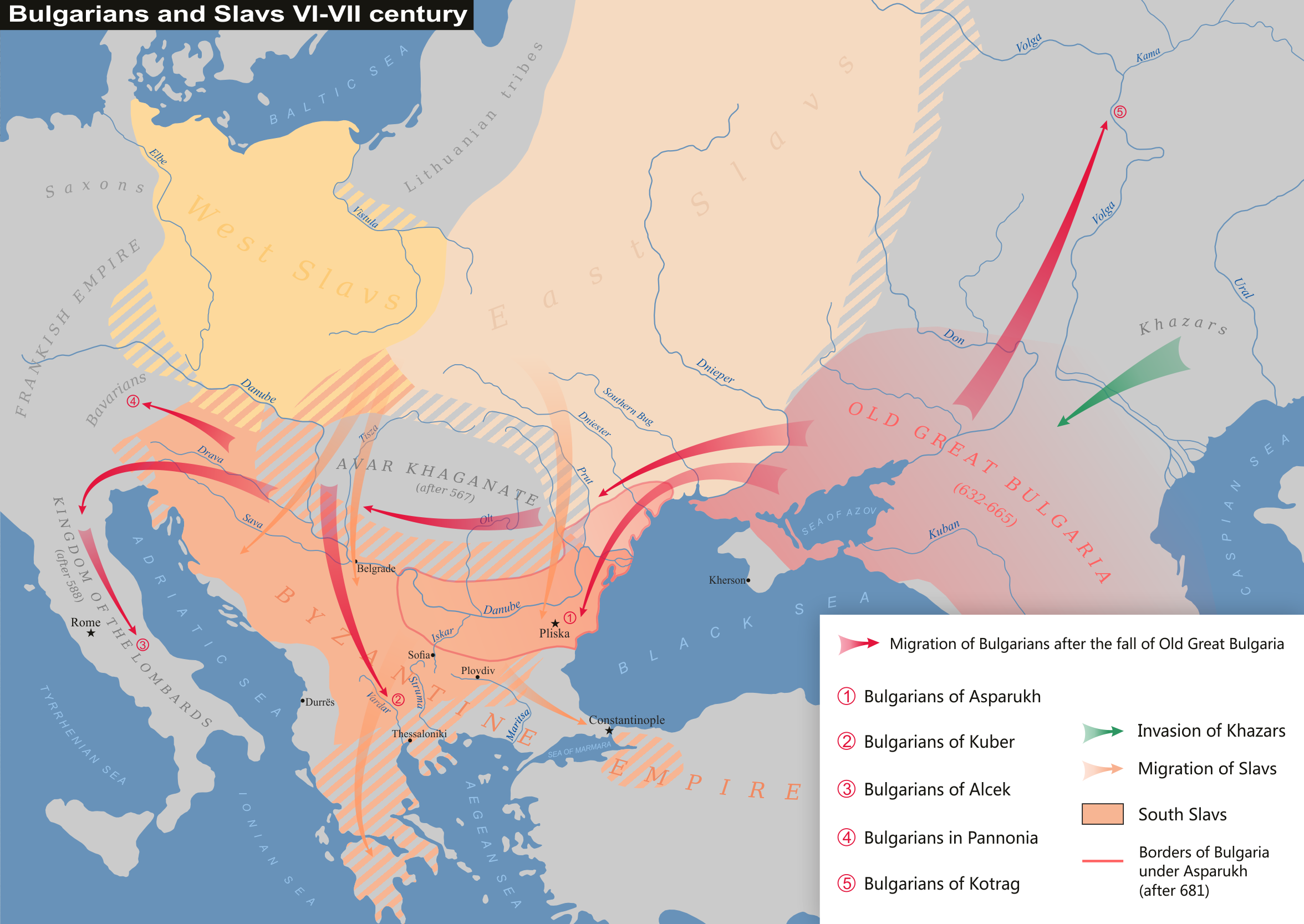
7世紀，古大保加利亞衰弱後，保加爾人的遷徙。
1. 阿斯巴魯赫的遷徙路線
2. Kuber的遷徙路線
3. Alcek的遷徙路線
4. 保加爾人定居潘諾尼亞
5. Kotrag北遷伏尔加河中游路線
橙色線：斯拉夫人的遷徙路線
綠色線：可薩人的攻擊路線

保加尔人（羅馬化：Prabalgari），指的是一支從公元2世紀起四散在東歐和東南歐各處的游牧民族，为保加利亚人的直系祖先，也是巴尔卡尔人、楚瓦什人与塔塔尔族共同的血緣祖先，零星分散在東歐、土耳其、中亞和中國的新疆地區，且均擁有一致的文化習俗。

## 起源
保加尔人的起源有三種說法，第一種是按照現今保加利亞人的研究，認為保加爾人是突厥人的一支；第二種説法是保加爾人來自帕米爾高原，與塔吉克人等東伊朗人是血緣相同的親戚；第三種說法是直接來源自蒙古高原的匈奴部落，隨著匈奴遷徙而來，保加爾人的名字是一個叫作“步落稽”的轉寫。
保加尔人被視為与今天的伏尔加鞑靼人及楚瓦什人（分布于俄罗斯鞑靼斯坦等地）有联系。中国的塔塔尔族大多为伏尔加鞑靼後裔；楚瓦什人曾在伏爾加河中游建國。保加尔人使用鄂爾渾文书写他们的保加尔语，可能因受匈人统治而接受突厥语。

## 與保加利亞人的關係
今天的保加利亚人在文化習俗上已经徹底脫離了原始的保加爾民族，與週圍的南部斯拉夫民族类似，這在歷史上稱之為“斯拉夫化”；但保加利亞平民的語言、飲食、建築、音樂和民族服裝則依然保留了大量保加爾特色，甚至保加利亞（Bulgaria）這個名字本身就是保加爾（Bulgar）的轉寫。中世纪保加利亚帝国所使用的西里尔字母和宮廷禮儀与原始的保加尔人完全不同。直至19世紀，保加利亞王國從奧斯曼帝國獨立後，其薩克森-科堡-哥達王朝的歷代統治者們開始不斷鑽研保加利亞的歷史，並把最新成果寫入保加利亞的義務教育課本之中，以便快速塑造民族認同。
現代的保加利亞人原本住在南俄，七世紀有自己的汗國，即古大保加利亞汗國，是一個典型的蒙古-突厥型遊牧民族。因為在俄羅斯南部受到阿拉伯人與可薩人的雙重攻擊，保加爾人在7～9世紀間分裂為三支：
- 一支隨領袖阿斯巴鲁赫南遷到東歐的多瑙河下游，以小斯基提亚（英语：Scythia Minor）為根據地建立了保加利亚第一帝国，是保加爾人最繁榮、存活最久的一支，最後演變成現代保加利亞人；
- 一支停留在東歐大草原，最終被文化習慣相近的可薩汗國吸收，在拜占庭和俄羅斯的資料中被稱為黑色保加利亞人，隨後被俄羅斯人完全同化；
- 一支隨領袖巴颜北遷到伏尔加河中游，在此地建立伏尔加保加利亚改信伊斯蘭教，但是幾百年後被俄羅斯的莫斯科大公國所滅，雖然沒被俄羅斯同化，但是吸收入巴什基爾人、楚瓦什人、諾蓋人這些俄羅斯的遊牧民族之中。

庫布拉特的另外兩個兒子，庫維爾（庫伯）和阿爾塞克帶了一些部眾，前往潘諾尼亞的阿瓦爾汗國，一部分人再前往義大利北部定居。